# Wladimir Yordanoff

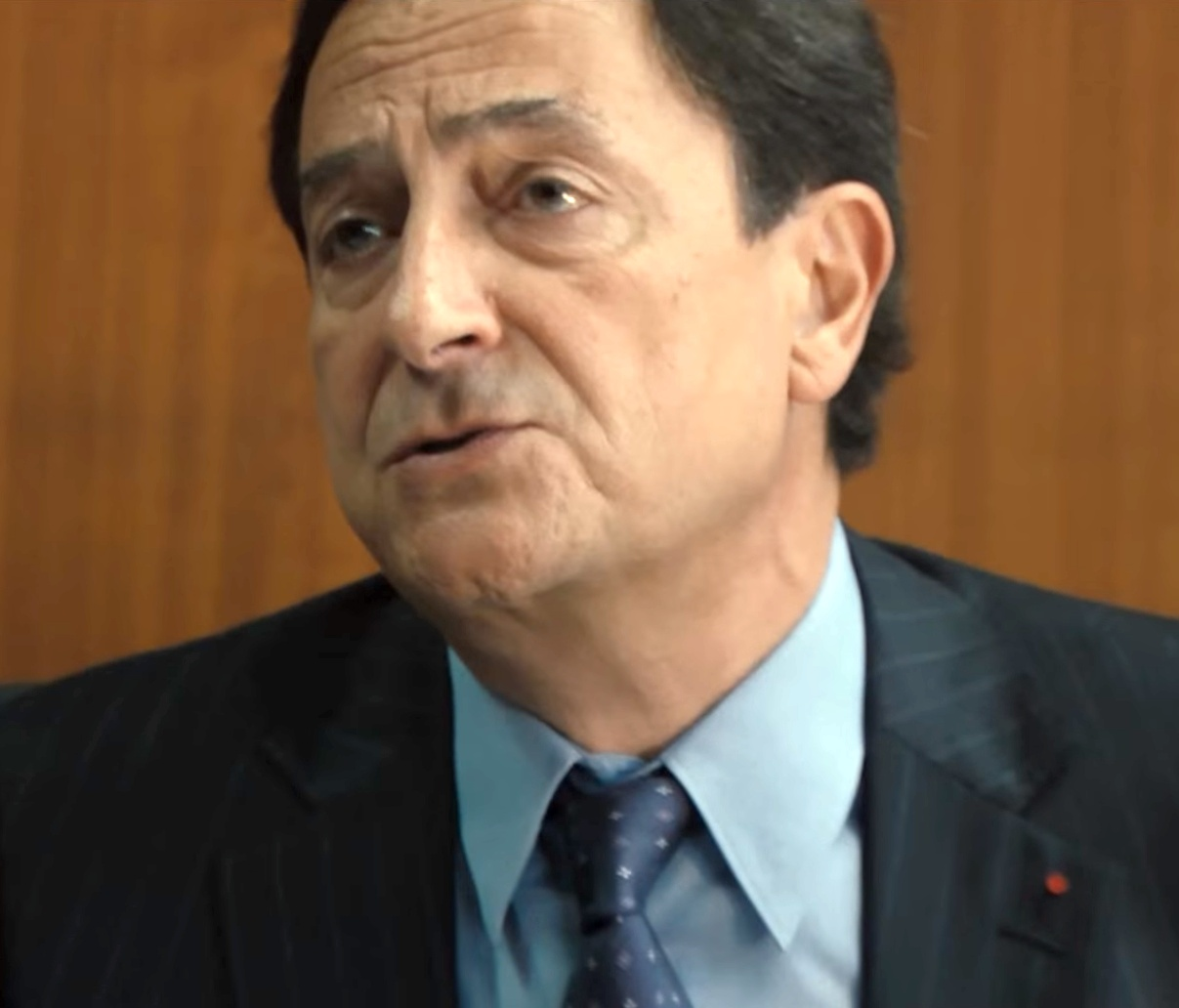
Wladimir Yordanoff, 2015

Wladimir Yordanoff (* 28. März 1954 in Chatou, Département Yvelines; † 6. Oktober 2020 in der Normandie) war ein französisch-monegassischer Theater- und Filmschauspieler mit bulgarischen Wurzeln.

## Leben
Yordanoff wurde als Sohn des bulgarischen Geigers Luben Yordanoff (1929–2011) in Frankreich geboren. Als der Vater ein Engagement als Sologeiger am Orchestre Philharmonique de Monaco erhielt, zog die Familie nach Monaco und bekam die monegassische Staatsbürgerschaft. Er besuchte die École primaire de Saint-Charles und das Lycée Albert Ier. Nachdem Charles Münch den Vater für das Orchestre de Paris engagiert hatte, zog die Familie nach Paris um, und Yordanoff besuchte dort das Lycée de Saint-Germain-en-Laye. Seine Ausbildung als Schauspieler erhielt er am  Conservatoire national supérieur d’art dramatique in Paris bei Pierre Débauche und Antoine Vitez.
Er startete seine Karriere am Theater unter Stuart Seide (* 1946), einem US-amerikanischen Regisseur, der seit 1971 vor allem in Frankreich tätig ist. Yordanoff hatte sein Bühnendebüt 1974 in einer Nebenrolle in Seides Inszenierung von Troilus und Cressida am Théâtre de l’École Normale Supérieure, die anschließend am Chaillot gezeigt wurde. Ab 1979 spielte er regelmäßig in französischen Fernsehfilmen- und serien. Seine erste Rolle in einem Kinofilm hatte er 1983 in Andrzej Wajdas mit einem BAFTA ausgezeichneten Film Danton.
Yordanoff hat in seiner Karriere mit renommierten Regisseuren wie Patrice Chéreau, Alain Françon, Roger Planchon, Roman Polanski, Christian Schiaretti, Stuart Seide, Bernard Sobel, Margarethe von Trotta, Antoine Vitez oder Andrzej Wajda zusammengearbeitet.

## Filmografie (Auswahl)
- 1983: Heller Wahn
- 1983: Zwei Profis steigen aus (Un dimanche de Flic)
- 1985: Liebe und Gewalt (L’amour braque)
- 1985: August Strindberg – Ein Leben zwischen Genie und Wahn (August Strindberg: Ett liv)
- 1988: Die Dämonen (Les possédés)
- 1989: Winter 54 (Hiver 54, l’abbé Pierre)
- 1989: Unterröcke der Revolution (Les Jupons de la révolution)
- 1993: Der Killer und das Mädchen (Cible émouvante)
- 1996: Typisch Familie! (Un air de famille)
- 2000: Lust auf Anderes (Le goût des autres)
- 2002: L’auberge espagnole
- 2003: Nathalie
- 2003: Leo in Männergesellschaft (En jouant ‘Dans la compagnie des hommes’)
- 2005: Sie sind ein schöner Mann (Je vous trouve très beau)
- 2006: Der Oberst und ich (Mon colonel)
- 2007: Endlich Witwe (Enfin veuve)
- 2008: Das Zeichen des Engels (L’empreinte de l’ange)
- 2009: Plötzlich reich (Ticket gagnant)
- 2009: Die Eleganz der Madame Michel (Le hérisson)
- 2011: Haftbefehl – Im Zweifel gegen den Angeklagten (Présumé coupable)
- 2011: Poliezei (Polisse)
- 2019: Intrige (J’accuse)
- 2021: OSS 117 – Liebesgrüße aus Afrika (OSS 117: Alerte rouge en Afrique noire)

## Auszeichnungen
- 2009: Nominierung für den Molière für Coriolan
- 2016: Molière für Wer hat Angst vor Virginia Woolf?